# 防禦方陣
1. 领导中队
2. 第2中队
3. 第3中队
4. 第4中队

一个12架B-17中队的防御方阵。三个这样的防御方阵组成了36架机组的战斗机编队。

防御方阵（英语：Combat box），是第二次世界大战期间，美国陆军航空军的重型战略轰炸机使用的战术编队。是一种将航空编队集中在称为“方阵”的示意图绘制编队的做法，将每个轰炸机编置在一个不可见的方阵状区域中的战术。防御方阵也被称为“交错编队”。它的防御目的是增强轰炸机枪支的火力，而在进攻方面则将炸弹的轰炸目标集中在一起。

## 起源

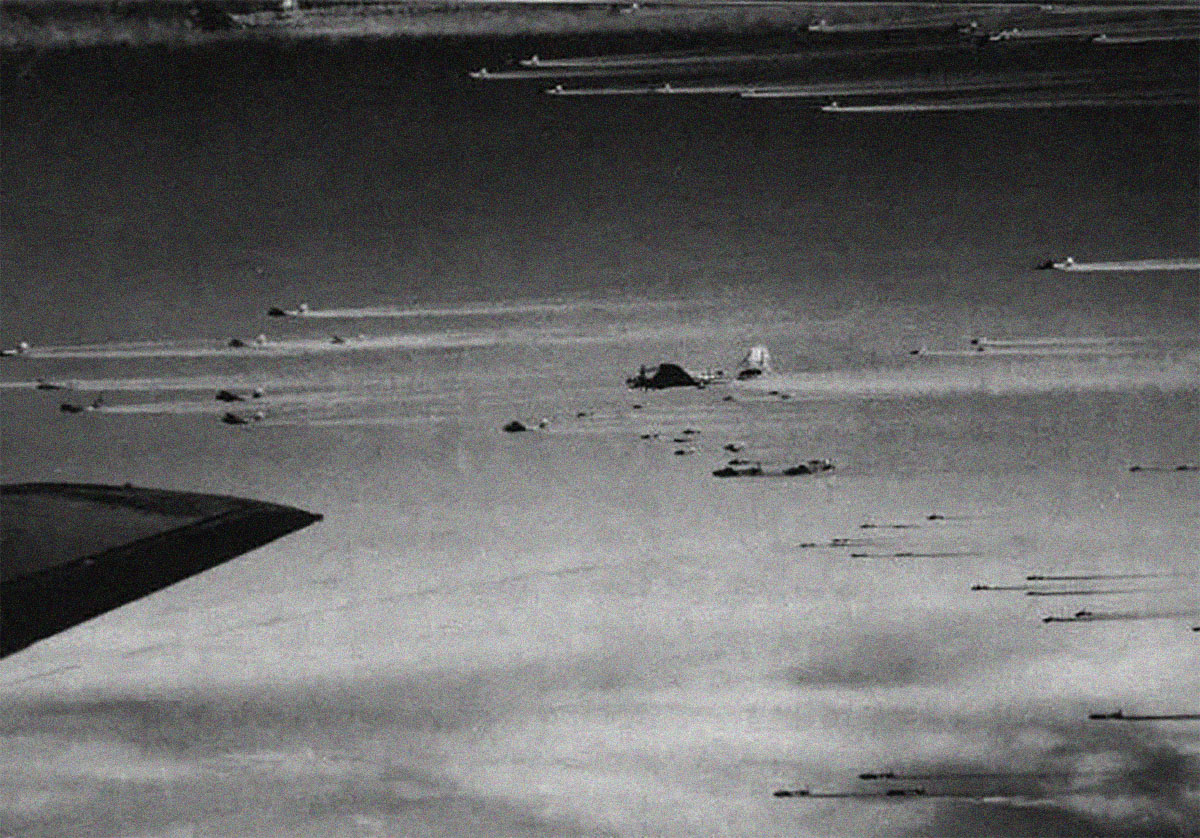
美军第3航空师的B-17防御方阵

最初的编队是根据战前空军军团的学说创建的，即大规模的轰炸机群可以在没有战斗机护航的情况下，在白天发起攻击和摧毁目标时，只需要依靠其防御性机枪的联锁火力，而这通常只能靠轰炸机装备的“白朗寧M2 50口径（12.7毫米）重机枪的火力。但是，美军轰炸机使用高空轰炸的战术导致了的一些因素，要求采用更紧密的轰炸模式，即使有护航战斗机出现后，防御方阵仍继续使用。直到1944年春季开始在欧洲上空飞行，美军的护航战斗机飞越在高空的防御方阵前方，对德国空军的战斗机进行打击，这大大减轻了轰炸机编队被拦截的威胁。
这个构想的产生归功于驻扎在英格兰第305轰炸机大队的司令柯蒂斯·李梅上校。但是，自从1942年8月17日首次轰炸任务以来，美國第八航空隊一直在尝试不同的战术编队，其中几种也被称为“方阵”。李梅的小组在1942年12月创建了“标枪向下”的编队，这种形式成为随后出现的众多空中方阵的基础。

## 美国第八航空军编队的演变

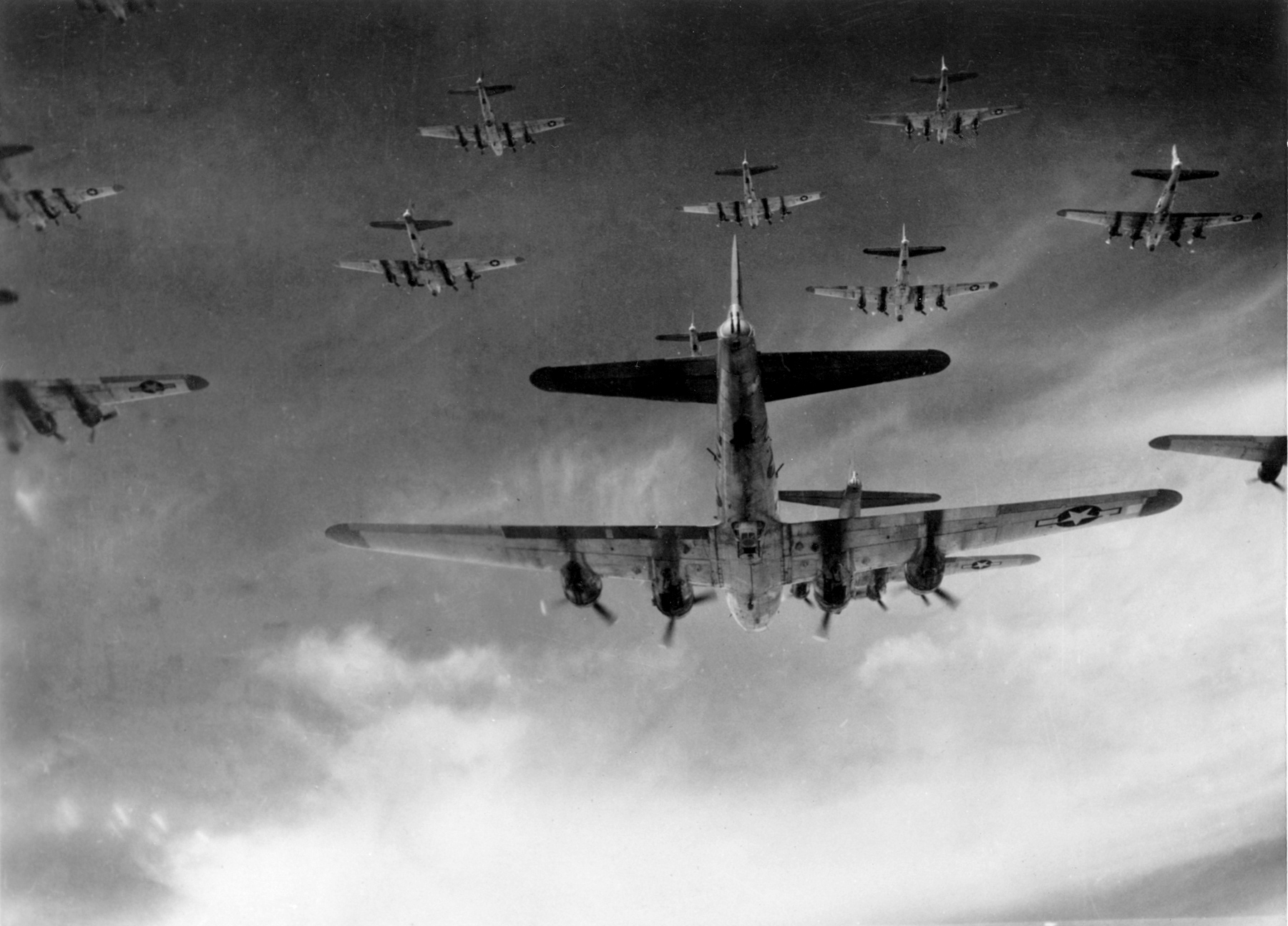
从下方向上观察36架B-17机组的标准方阵

1942年8月，驻扎在英格兰的美国第八航空队的前十次任务是对法国的浅空突击，得到了英国皇家空军喷火战斗机护送的大力支持。美军的B-17轟炸機中队由六架飞机组成，各中队之间相距2至4英里，以避免经验不足的机组人员在空中相撞。尽管无法互相支援，但六架飞机中队具有简单和易于控制的优点。一个中队内的轰炸机被堆放在三个不同的高度，最高和最低之间大约150英尺（46米），除了平线以外，相互之间沒有支撑的要素。随着任务的规模越来越大，渗透力越来越深，以及面对敌方越来越有效的防御方式，美国空军意识到需要更紧凑的编队，并恢复到战前标准的三机V型编队。中队由三个战斗机组成V型，都在同一高度飞行，其中两个中队组成一个编队，第二个中队位于后方，并向右错开。整个编队高600英尺（180米），深500英尺（150米），直径近2500英尺（760米）。事实证明，这种做法很麻烦，就像36架飞机的替代方案一样，使许多轰炸机炮手的射击火力受到限制。
第八航空军最初的两个重型战略轰炸机组转移到北非，并在10月和11月被四组新的B-17轰炸机（第306、91、303和305组）和两个B-24轟炸機（第44和93 BG组）取代，每一组都在试验自己的编队。他们早期的任务包括了许多机械性的失误（“中止”），这阻碍了计划有效的发展。
在1942年11月至二战战争结束之间，为了应对不断变化的条件，特别是应对德国战术的变化，这种战术强调了对轰炸机前方薄弱火力的正面攻击。第305轰炸机大队对18架的“标枪向下”编队进行了创新，该编队将一个分队内的飞机按太阳方向向下排列。这有助于较高飞机上的炮手看到较低飞机而不会被眩光所蒙蔽。在正面的立面图上，编队看似于一组楼梯，但在侧面图的平面上却像一个尖矛。与早期轰炸机在最低位置飞行的小组编队不同，改变后的轰炸机被垂直放置在编队的中央。在1942年12月6日的里尔任务中，305轰炸机大队成功地测试了该编队，并立即被其他三个B-17轟炸機小组采用。
305轰炸机大队很快形成了一种更加紧凑的交错编队，该编队在正面方向向下堆叠，但在相反方向上则向上堆叠。另外，在由3个中队组成的18架飞机的方阵中，额外再增加一个三架轰炸机的中队，该机组是位于编队中最外侧的中队，以提供额外的支援。这导致了由21架轰炸机组成平面的V形构造，该构造在1943年1月13日成为所有航空小组的标准，于1943年1月13日统一采用，直到1943年9月。
1943年，人们发明了使用装配编队，通过将经过改装的旧式轰炸机和采用独特的喷漆方案来组织编队。这些飞机在整个战争期间继续使用，甚至随着其他科技的发明而进化。

### 机框编制
尽管防御方阵最初是围绕着一组飞机设计的，但后来扩展为三组一起作为“战斗机翼”飞行的编队，所有飞机都在相同的菱形编队内，在方阵内的中队中心有一个主要的轰炸机（或一组轰炸机），以及两架轰炸机（或编组）以V字形紧随其后，其中一架轰炸机的高度位于中心上方，或在中心下方，相互防御。随着新的防御方阵将各小组放置在同一水平的纵列中，并以不同的高度堆叠，以降低轰炸机被攻击的危险性。但这导致后方编队容易滞后，从而影响了防御战术和轰炸性能。

### 复合机盒方阵编制

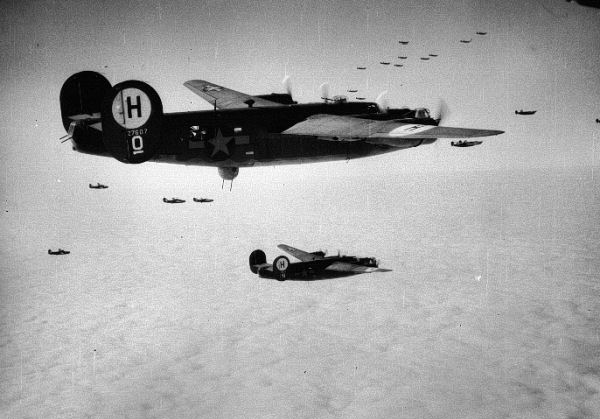
美军第446空中飞行联队的B-24飞行编队

是由54架飞机组成的机盒编队（基本上是3个中队的18架飞机，以与类似盒子和盖子上下堆叠在一起），是从提供防御火力以对抗正面攻击的需求演变而来的。编队的堆叠使得当飞机中队在执行任务远离阳光时，编队则朝相反的方向变形，这样就形成了一个更紧凑的机盒。在1943年5月以前，第八航空军只有四个B-17部队，通过不断将不同的中队合并成复合群，或者在方阵中加入第四组，形成菱形的编体，方阵通常垂直展开3000英尺（910米），7000英尺（2100米）深，2000英尺（610米）宽。但在编队后方位置尾随的飞行小组，被证明很容易受到德国空军的末端攻击战术影响，也很难掩护。
机盒编队最严重的缺点，是编队末端尾随的最低层和最高层的机组相互保护最少。另一个风险是，如果飞机失误垂直重合在一起，则会被上方降落的炸弹击中（见图）：

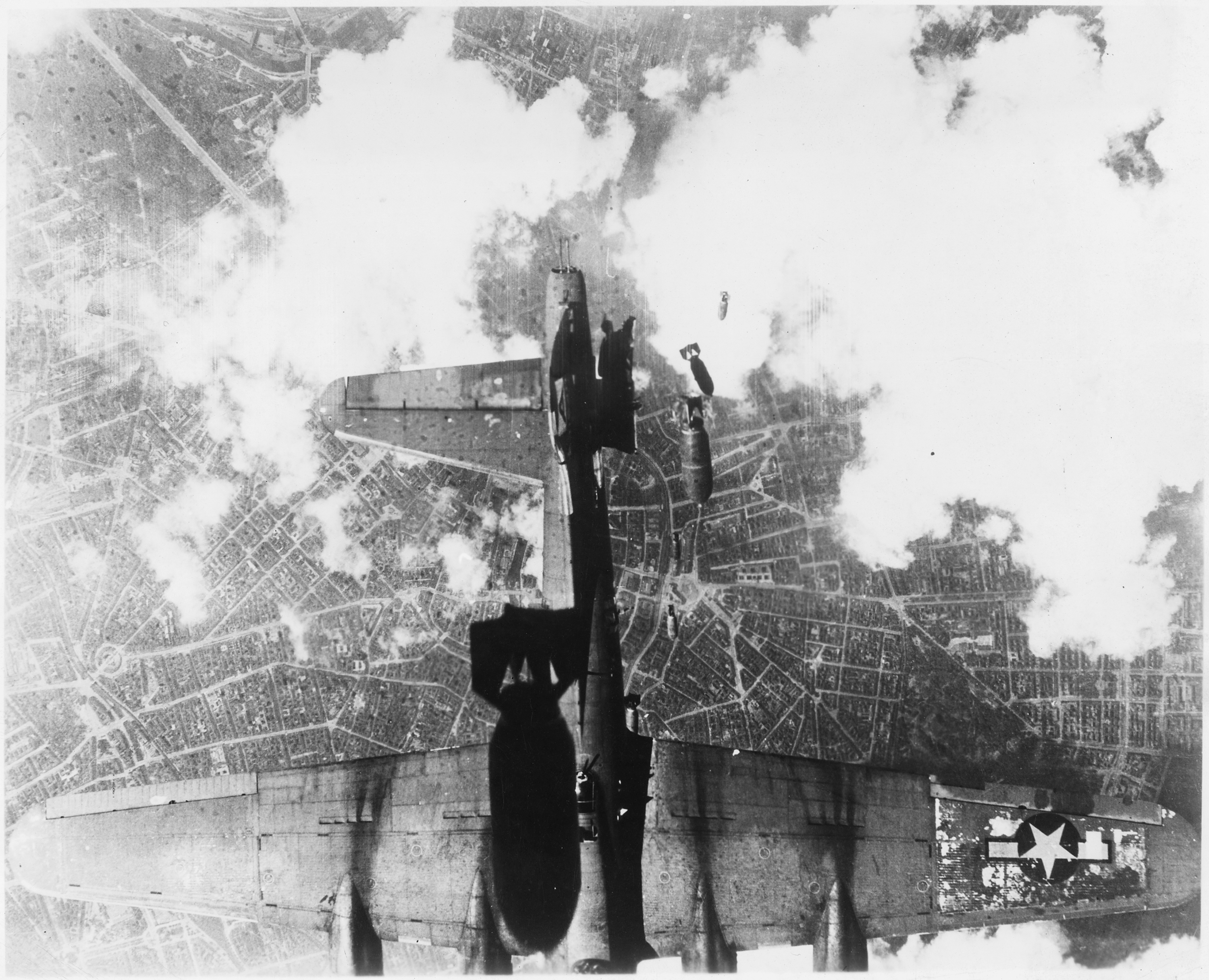
1944年5月19日，德国柏林上空中，一架B-17不慎被上方友机的一枚500磅重的炸弹从上面投下来打坏了左舷的水平尾翼，导致失控坠落

在1943年夏季，第八航空军的规模扩大到16个B-17编组和4个B-24编组，到第二年6月增长到39个编组。自1943年秋开始，随着重型轰炸机的机组人员和设备增加后，第八航空军拥有的飞机从35架增加到62架，并且由于许多轰炸机机组在一次飞行任务中分成了两个团队，因此开始不再使用复合机群编队。
不过，第八航空军依然有使用B-17战斗机组成54架飞机的机盒编队，以用来练习和纪律来维持编队。虽然轰炸机的数量增加了维持编队的难度，然而，54架战机总共可以部署700门重口径防御机关枪，作为对抗战斗机的强大防御。自1944年5月以来，随着高射炮火成为对轰炸机编队更大的威胁后，美军以一种更为松散的编制组成了36架飞机的机盒编队，此编制也成为二战往后剩余时间的标准机制。但为了预防会有大量战斗机拦截时，轰炸机也会再次组成54架战机编队。

### B-24轟炸機方阵编队
美国第2航空师则使用B-24轟炸機组成27架飞机方阵的变体，但B-24的编队比B-17的编队的难度更高，也比B-17在更高的高空飞行，导致驾驶舱的能见度也有限。每个中队的一个分队（通常是中队/领队和高/右中队，最下面的中队/左翼中队）移到队形的外侧，以便与后面的分队并排。这样形成的线段宽度为2,440英尺（740 m），垂直为700英尺（210 m），但深度仅为320英尺（98 m），这大大缩短了越过目标上空的时间。在不断改进编队的过程中，美军将方阵中的领队中队转移到最高位置，和第二中队与之重叠，并降低了150英尺（46米），第三中队排在第二中队后面，再低150英尺。在战争的最后几个月中，证实这产生了毁灭性的准确轰炸的效果。